# Amtsgericht Stettin
Das Amtsgericht Stettin war ein preußisches Amtsgericht mit Sitz in Stettin, Provinz Pommern.

## Geschichte
In Stettin bestand von 1849 bis 1879 das Kreisgericht Stettin. Das königlich preußische Amtsgericht Stettin wurde mit Wirkung zum 1. Oktober 1879 als eines von 14 Amtsgerichten im Bezirk des Landgerichtes Stettin im Bezirk des Oberlandesgerichtes Stettin gebildet. Der Sitz des Gerichtes war Stettin. Sein Gerichtsbezirk umfasste den Stadtkreis Stettin und den Kreis Randow ohne die Teile, die den Amtsgerichten Altdamm, Gartz, Penkun und Pölitz zugeordnet waren. Am Gericht bestanden 1880 vierzehn Richterstellen. Das Amtsgericht war damit das größte Amtsgericht im Landgerichtsbezirk. Gerichtstage wurden in Löcknitz gehalten.
Im Jahre 1945 wurden der größte Teil Pommerns, darunter der Sprengel des Amtsgerichtes Stettin, unter polnische Verwaltung gestellt und die deutschen Bewohner vertrieben. Damit endete die Geschichte des Amtsgerichtes Stettin. Unter polnischer Verwaltung entstand das Sąd Rejonowy w Szczecinie (1950–1975: Sąd Powiatowy w Szczecinie).